# Europa continental
A Europa continental, também chamada de continente europeu ou simplesmente o Continente, é o continente da Europa, explicitamente excluindo as ilhas europeias, e, às vezes, as penínsulas. Notavelmente, no uso do inglês britânico, o termo significa: a Europa excluindo o Reino Unido, a Ilha de Man, a Irlanda e a Islândia. Uma definição geral de "Europa continental" é o continente europeu excluindo o Reino Unido, Irlanda e Islândia. No entanto, em outras regiões da Europa prevalecem ideias diferentes sobre o que realmente significa a expressão.

Europa continental

Algumas definições de Europa continental expandem as fronteiras do continente para os seus limites geográficos, incluindo as nações que estão dentro das elevadas fronteiras dos Urais e do Cáucaso.
O que pode parecer ser uma simples questão de definição geográfica, porém, tem profundas implicações sociais e políticas. Algumas definições de Europa continental incluem as nações transcaucasianas da Geórgia e Armênia - que são predominantemente cristãs - enquanto excluem ao mesmo tempo as nações predominantemente muçulmanas como o Azerbaijão e a Turquia.

## Uso no Reino Unido
No Reino Unido, o Continente é usado para referir-se à Europa continental. Uma famosa, talvez apócrifa, manchete de um jornal britânico dizia: "Nevoeiro no Canal; continente isolado". A gestora de investimentos estadunidense Invesco não inclui o Reino Unido ou Irlanda, na sua definição de Europa continental.
Em consequência, o adjetivo "continental" refere-se às práticas sociais ou de moda da Europa continental, em oposição àquelas do Reino Unido.

## O uso nos países nórdicos
No uso nórdico, a Finlândia, a Noruega e a Suécia também são excluídas da Europa continental.

## Ilhas mediterrâneas
No contexto do Mediterrâneo, "o continente" pode referir-se à parte continental da Itália (em oposição a Sardenha e Sicília), ou a parte continental da França (em oposição a Córsega).

## Ilhas atlânticas
No contexto do Atlântico, "o continente" pode referir-se à parte continental de Portugal (em oposição à Madeira e aos Açores).